# MetArt
MetArt (ehemals MET ART) ist eine englischsprachige Website, die seit 1999 erotische Fotos von Frauen anbietet. Besitzendes Unternehmen ist die Sarj LLC mit Sitz in Zypern und Büros im kalifornischen Santa Monica.
Das „MET“ in „MET ART“ steht ursprünglich für „Most Erotic Teens“ (mosteroticteens.com).

## Kritiken
Von Rabbits Reviews wurde MetArt erstmals im August 2005 bewertet. Demnach bietet MET ART „die größte [...] und stilvollste Sammlung an [...] Aktkunst“.

## Geschichte

### Markenklage
Ende 2005 wurde der MetArt-Eigentümer mit einer Anklage wegen Verletzung einer eingetragenen Marke konfrontiert. Klageführer war die Metropolitan Life Insurance Company (MetLife) aus New York, die Klage wurde vorgebracht bei der WIPO in Genf. Beanstandet wurde die zu große Ähnlichkeit mit den eigenen Markennamen sowie die Gefährdung der Reputation durch die „sexuellen“ Inhalte auf den MET-ART-Seiten. 2006 wurde die Klage von der WIPO zurückgewiesen.

### Preise
2011 gewann MetArt den XBIZ Award in der Kategorie „Solo Girl Site of the Year“ und 2015 in der Kategorie „Adult Site of the Year – Photography“. 2013 war die Seite für den AVN Award in den Kategorien „Best Membership Site“ und „Best Photography Website“ nominiert.